# ГЕС Літтл-Лонг
ГЕС Літтл-Лонг — гідроелектростанція у канадській провінції Онтаріо. Знаходячись між малою ГЕС Smooth Rock Falls (7,4 МВт, вище по течії) та ГЕС Смокі-Фолс, входить до складу каскаду на річці Маттагамі, правій твірній річки Мус (має устя на південному узбережжі затоки Джеймс — південно-східної частини Гудзонової затоки).
У межах проєкту річку перекрили бетонною греблею довжиною понад вісімсот метрів, яка разом з розташованими обабіч земляними дамбами (загальна довжина утримуючих структур сягає 8 км) створила витягнуте по долині річки на 45 км водосховище з площею поверхні 76 км2. Останнє має корисний об'єм 161,9 млн м3, що забезпечується коливанням рівня в операційному режимі в діапазоні 3 метри. Дещо пізніше за спорудження станції облаштували додатковий водоскид у сточище струмка Адам-Крік, котрий впадає праворуч у Маттагамі після останньої станції каскаду — ГЕС Кіплінг. Для цього у правобережній дамбі за 2,5 км від греблі облаштували водопропускну споруду, розраховану на потік у 4870 м3/с.
Пригреблевий машинний зал у 1963 році обладнали двома пропелерними турбінами потужністю по 68 МВт, які при напорі у 28 метрів забезпечували виробництво 590 млн кВт·год електроенергії на рік. У 2014 році до них додали ще одну турбіну, що довело загальну потужність станції до 205 МВт.
Відпрацьована вода повертається у річку по відвідному каналу довжиною 0,8 км.
Видача продукції відбувається по ЛЕП, розрахованій на роботу під напругою 230 кВ.